# Ludwig Martens
Ludwig Karłowicz Martens (ros. Людвиг Карлович Мартенс, ur. 20 grudnia 1874?/1 stycznia 1875 w Bachmucie, zm. 19 października 1948 w Moskwie) – rosyjski rewolucjonista niemieckiego pochodzenia, radziecki polityk, dyplomata i naukowiec.

## Życiorys
Studiował w Petersburskim Instytucie Technologicznym (ros. Санкт-Петербургский государственный технологический институт), w 1895 wstąpił do petersburskiego Związku Walki o Wyzwolenie Klasy Robotniczej, w 1896 aresztowany, od 1898 członek SDPRR. W 1899 wysłany do Niemiec, gdzie przebywał do 1906, został członkiem SPD, w latach 1906–1916 w W. Brytanii, 1916–1921 w USA, w tym 1919–1921 jako przedstawiciel dyplomatyczny RFSRR w USA w randze attache handlowego, stojący na czele Biura Radzieckiego w Nowym Jorku. Jego misja dyplomatyczna nie została zaaprobowana przez władze Stanów Zjednoczonych i został uznany za persona non grata. Organizator „Stowarzyszenia Pomocy Technicznej Rosji Radzieckiej”, po powrocie do Rosji w 1921 był członkiem Prezydium Najwyższej Rady Gospodarki Narodowej RFSRR i przewodniczącym „Gławmietałła” Najwyższej Rady Gospodarki Narodowej RFSRR/ZSRR, w latach 1924–1926 przewodniczącym Komitetu ds. Wynalazków Najwyższej Rady Gospodarki Narodowej ZSRR, 1926–1936 dyrektorem Naukowego Instytutu Badań nad Dieslem w Petersburgu (Hаучно-исследовательский дизельный институт), 1927–1941 głównym redaktorem Encyklopedii Technicznej, następnie na emeryturze.
Pochowany na Cmentarzu Nowodziewiczym.